# Jet2.com
Jet2.com (IATA: LS, ICAO: EXS, callsign: CHANNEX) er et britisk lavprisselskab, der fra seks hubs i Storbritannien beflyver over 40 destinationer til Europa, bl.a. til Tyskland, Spanien og Frankrig.. Den primære hub er Leeds Bradford International Airport og de øvrige Manchester Airport, Belfast International Airport, Blackpool International Airport, Edinburgh Airport og Newcastle Airport.
Jet2.com blev etableret i sin nuværende form i 2002, men bygger videre på selskabet Channel Express, der har drevet kommerciel luftfart siden 1978. Selskabet beskæftigede sig indtil 2001 primært med fragt. Det er i dag medlem af European Low Fares Airline Association.